# Aracanidae
Aracanidae là một họ cá xương có quan hệ họ hàng gần với cá nóc hòm (Ostraciidae) nên đôi khi được coi là phân họ Aracaninae trong họ Ostraciidae.
Chúng dường như là hơi nguyên thủy hơn so với cá nóc hòm thật sự, nhưng cũng có lớp che phủ bảo vệ tương tự là các tấm vảy dày. Chúng là cá biển, sinh sống trong khu vực Ấn Độ Dương và tây Thái Bình Dương. Không giống như cá nóc hòm thật sự, chúng sinh sống ở độ sâu tới trên 200 mét (660 ft).

## Các loài
Họ này chứa khoảng 12-13 loài trong 6 chi, trong đó 3 chi đơn loài.
- Anoplocapros
  - Anoplocapros amygdaloides
  - Anoplocapros inermis
  - Anoplocapros lenticularis
- Aracana
  - Aracana aurita
  - Aracana ornata
- Caprichthys
  - Caprichthys gymnura
- Capropygia
  - Capropygia unistriata
- Kentrocapros
  - Kentrocapros aculeatus
  - Kentrocapros eco
  - Kentrocapros flavofasciatus
  - Kentrocapros rosapinto
  - Kentrocapros spilonota
- Polyplacapros
  - Polyplacapros tyleri

## Hóa thạch
Họ này có đại diện trong hồ sơ hóa thạch là chi đã tuyệt chủng Proaracana với loài duy nhất đã biết là P. dubia có từ Trung Eocen ở Italia.